# Savagnier
Savagnier (toponimo francese) è una frazione di 1 220 abitanti del comune svizzero di Val-de-Ruz (Canton Neuchâtel).

## Geografia fisica
Savagnier si trova nella valle Val-de-Ruz formata dal fiume Le Seyon, a nord del lago di Neuchâtel, ai piedi del monte Chaumont.

## Storia

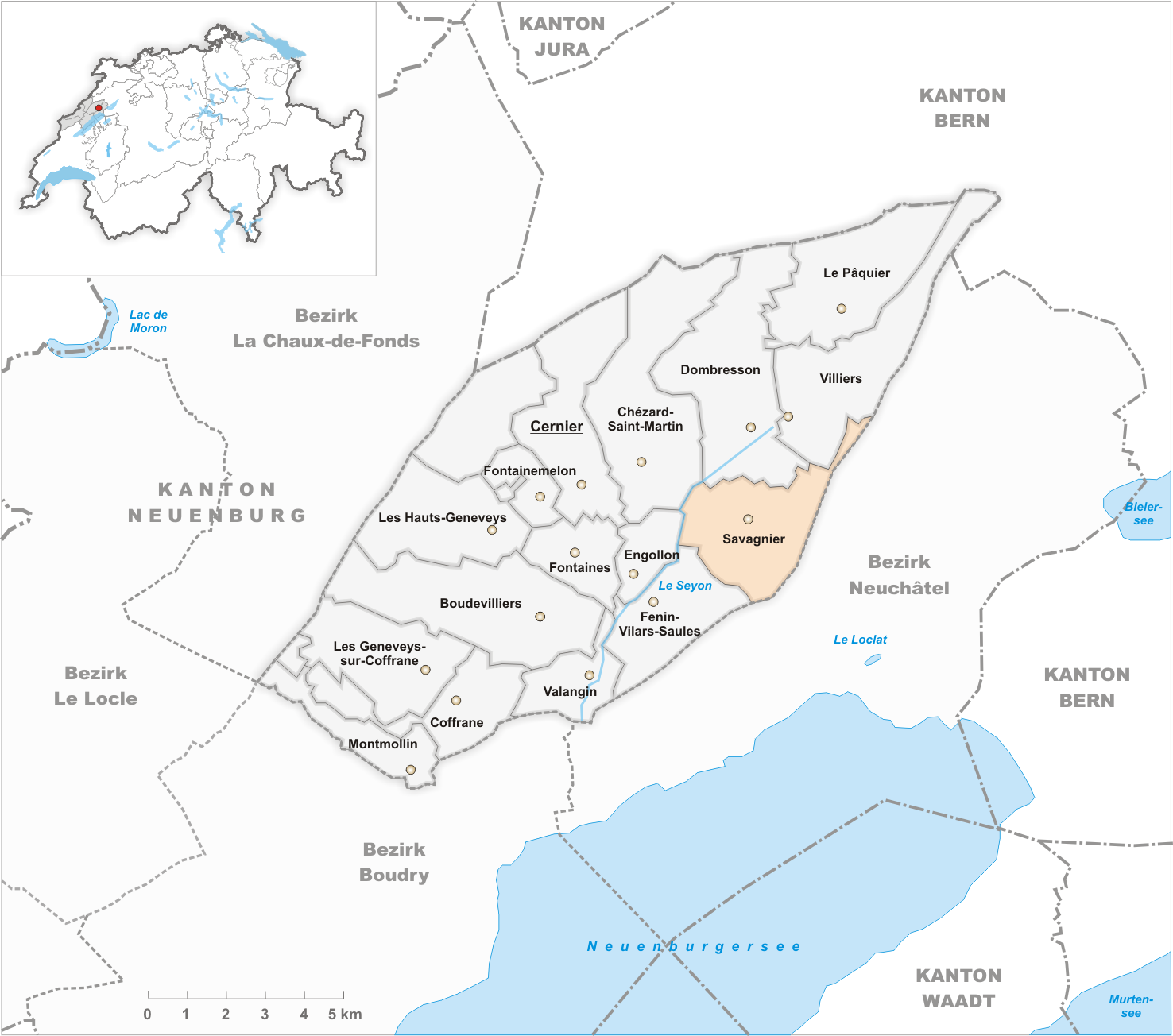
Il territorio del comune di Savagnier prima degli accorpamenti comunali del 2013

Già comune autonomo che si estendeva per 8,53 km² e che comprendeva le frazioni di Le Grand-Savagnier e Le Petit-Savagnier, in seguito all'esito favorevole del referendum del 27 novembre 2011 il 1º gennaio 2013 è stato aggregato agli altri comuni soppressi di Boudevilliers, Cernier, Chézard-Saint-Martin, Coffrane, Dombresson, Engollon, Fenin-Vilars-Saules, Fontainemelon, Fontaines, Le Pâquier, Les Geneveys-sur-Coffrane, Les Hauts-Geneveys, Montmollin e Villiers per formare il nuovo comune di Val-de-Ruz.

## Monumenti e luoghi d'interesse
- Chiesa parrocchiale riformata di San Nicola, attestata dal 1453 e ricostruita nel 1653[1].

## Società

### Evoluzione demografica
L'evoluzione demografica è riportata nella seguente tabella:
Abitanti censiti

## Economia
L'economia locale si basa prevalentemente sull'agricoltura e sull'artigianato.